# متقوصريات
المتقوصريات (الاسم العلمي:Brachidiniales) هي رتبة من السوطيات الدوارة تتبع طائفة الطحالب الدوارة.

## التصنيف
- المتقوصرات
  - دوارة كارين